# Ametralladora ligera Tipo 97
La ametralladora ligera Tipo 97 (九七式車載重機関銃 Kyūnana-shiki Shasai-jūkikanjū?) fue la ametralladora estándar empleada a bordo de tanques y vehículos blindados del Ejército Imperial Japonés durante la Segunda Guerra Mundial, así como ametralladora ligera por la infantería. Esta arma no tiene relación alguna con la ametralladora Tipo 97 empleada a bordo de varios aviones del Servicio Aéreo de la Armada Imperial Japonesa, tales como el Mitsubishi A6M.

## Desarrollo
Inicialmente, la Tipo 11 fue modificada por la Oficina Técnica del Ejército para ser empleada en tanques y otros vehículos blindados, siendo producida con la designación "Ametralladora Móvil Tipo 92". Sin embargo, los problemas de diseño básico de la Tipo 11 continuaron, incluyendo su tendencia a trabarse ante la menor cantidad de tierra o polvo, así como la baja letalidad y poder de parada de su cartucho 6,5 x 50 Arisaka. 
Durante las primeras etapas de la segunda guerra sino-japonesa, las tropas japonesas capturaron al Ejército Nacional Revolucionario de la República de China un cierto número de ametralladoras ligeras checoslovacas ZB vz. 26, cuyas numerosas ventajas de diseño condujeron al desarrollo de la Tipo 97. Esta fue empleada en una variante modificada para vehículos blindados hasta 1940, cuando el Ejército Imperial Japonés decidió adoptar el cartucho sin pestaña 7,70 x 58 Arisaka.

## Diseño

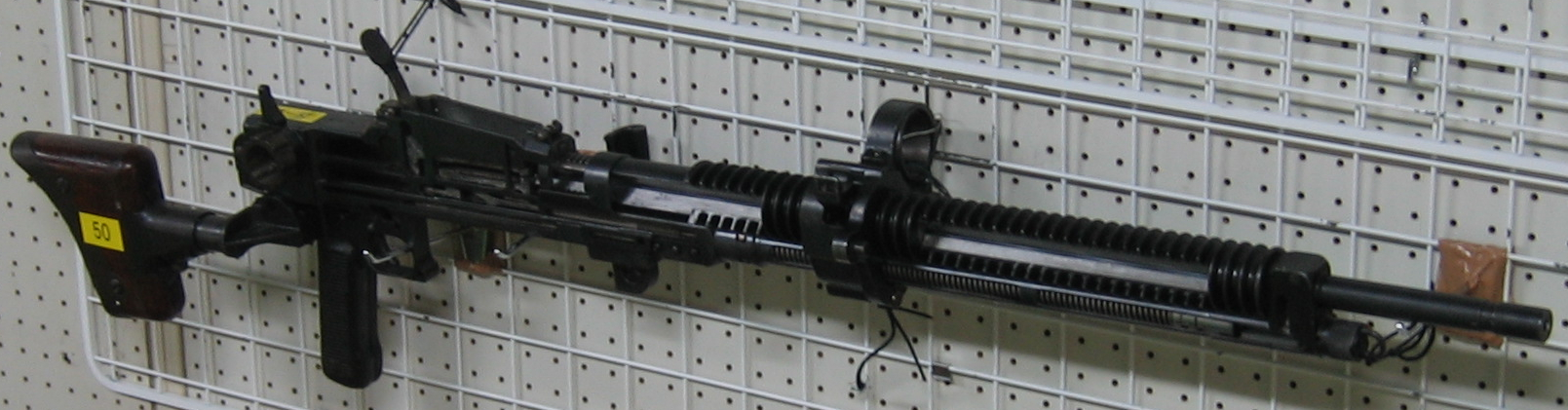
La Tipo 97 seccionada del Museo de armas antiguas Sinbudai, Camp Asaka, Japón.

La Tipo 97 era mecánicamente similar a la ZB vz. 26 checoslovaca, con una culata y un pistolete diferentes. Tenía un cargador vertical insertado sobre el cajón de mecanismos y empleaba el mismo cartucho que el fusil Tipo 99 (7,70 x 58 Arisaka). Su cañón ligero se sobrecalentaba fácilmente, por lo que el ametralladorista tenía que disparar en ráfagas cortas, o de lo contrario este se rajaría.
Al montarla a bordo de un tanque, se le agregaba una mira telescópica de 1,5x aumentos con enfoque fijo y un campo de visión de 30°. Para evitar daños al ametralladorista, la mira telescópica llevaba una gruesa almohadilla de caucho alrededor del ocular. 
Al emplearla como un arma de infantería, se le acoplaba un bípode. Sin este, solamente pesaba 11,25 kg.

## Empleo
La Tipo 97 entró en servicio activo en 1937, siendo empleada en todos los tanques japoneses y otros vehículos blindados hasta el final de la guerra. La Armada Imperial Japonesa también la empleó en sus tanquetas, como la Tipo 92 Jyu-Sokosha.
Era menos común como arma de infantería debido a su peso. A causa de este problema, se desarrolló la muy parecida ametralladora ligera Tipo 99.
Fue empleada por las fuerzas chinas y norcoreanas durante la guerra de Corea.